# Olexandr Jyvotkov
Olexandr Jyvotkov (em ucraniano: Олександр Животков) é um artista ucraniano. Nasceu em 1964 em Quieve. Vive e trabalha em Quieve, Ucrânia.
Estudou na Escola de Arte Republicana Taras Shevchenko (1975-1982, Quieve, Ucrânia). Graduado no Instituto de Arte do Estado de Quieve (1982-1988, Quieve, Ucrânia). Desde 1992, Olexandr Jyvotkov é membro do grupo de arte ‘Pitoresco Santuário’.

## Coleções
- Ministério da Cultura da Ucrânia
- Direção da União Nacional de Artistas da Ucrânia
- o Museu Nacional 'Kiev Picture Gallery' (antigo Museu de Arte Russa)
- Museu Nacional de Arte da Ucrânia
- Museu de Arte Sumy (Ucrânia)
- Museu de Arte Khmelnitsky (Ucrânia)
- Ministério da Cultura da Rússia
- Museu Kunsthlstorlschen (Áustria). As obras de Alexander Jyvotkov são mantidas em museus e em várias coleções particulares na Europa, América, Ásia e África.